# The Newlyweds
The Newlyweds (o The Newly Weds) è un cortometraggio muto del 1910 scritto e diretto da David W. Griffith. Il film è interpretato da Mary Pickford, Arthur V. Johnson, Florence Barker, Charles West.

## Trama
Dopo essere stati piantati in asso dai rispettivi fidanzati, Dick e Dora sono entrambi amareggiati. Dick, addirittura, si iscrive a un club anti-matrimonio. Salito su un treno, si siede per caso vicino a Dora, che non conosce. Uno degli altri passeggeri è membro anche lui dello stesso club: vedendo Dick vicino alla ragazza, li scambia per una coppia e la sua impressione sembra confermata da alcuni chicchi di riso che sono rimasti attaccati in stazione sull'abito di Dick. L'uomo, quindi, giunge alla conclusione che Dick abbia tradito i dettami del club i cui membri organizzano una falsa accoglienza per la coppietta di supposti sposi. Ma molti degli abitanti del paese festeggiano invece il loro arrivo inondandoli di regali di nozze. Va a finire che Dick e Dora, che si erano ripromessi di non volersi sposare più, tornano sulla loro decisione, accettando il sentimento che ormai li unisce uno all'altra.

## Produzione
Il film fu prodotto dalla Biograph Company e venne girato a Los Angeles e a New York.

## Distribuzione
Il copyright del film, richiesto dalla Biograph Co., fu registrato il 7 marzo 1910 con il numero J138954.
Distribuito dalla Biograph Company, il film - un cortometraggio in una bobina - uscì nelle sale cinematografiche statunitensi il 3 marzo 1910.